# イジャスラフ・グレボヴィチ
イジャスラフ・グレボヴィチ（ロシア語: Изяслав Глебович、? - 1182年あるいは1183年、1184年）はユーリー・ドルゴルーキーの孫、グレプの子である。
『ノヴゴロド第一年代記』の1183年（『イパーチー年代記』では1182年）、叔父のスーズダリ公フセヴォロド（フセヴォロド・グネスド）がヴォルガ・ブルガールへの遠征を行った。イジャスラフもこれに参加するが、大いなる城市と記されたブルガール人の都市・ビリャルを攻めた際に矢を受け、重傷を負った。遠征の最中、矢傷が元でツェフカ川（現アクタイ川(ru)と推測される）で死亡した。遺骸は舟でウラジーミルへ運ばれ、同地の生神女就寝大聖堂に埋葬された。